# Pakin Kuna-anuvit
Pakin Kuna-anuvit (tiếng Thái: ภาคิน คุณาอนุวิทย์; sinh ngày 2 tháng 6 năm 1998), biệt danh là Mark (tiếng Thái: มาร์ค), là cựu vận động viên cầu lông Thái Lan và là diễn viên trực thuộc công ty GMMTV.

## Chương trình tham gia

### Phim truyền hình
| Năm  | Tên Phim                           | Vai                      | Đài             | Ghi chú   | Nguồn              |
| ---- | ---------------------------------- | ------------------------ | --------------- | --------- | ------------------ |
| 2021 | I Promised You the Moon            | Mek (bạn cùng phòng Teh) | LINE TV         | Tập 1, 4  |                    |
| 2021 | Bad Buddy                          | Chang (bạn Pat)          | GMM 25, WeTV    | Vai phụ   | [ 5 ]              |
| 2022 | My School President                | Tiwson                   | GMM 25          | Vai phụ   | [ 6 ]              |
| 2022 | The Warp Effect                    | Jedi                     | GMM 25          | Vai phụ   | [ 7 ]              |
| 2023 | Midnight Series: Moonlight Chicken | Saleng                   | Disney+ Hotstar | Vai phụ   | [ 8 ] [ 9 ] [ 10 ] |
| 2023 | Only Friends                       | Nick                     | GMM 25          | Vai chính | [ 11 ]             |
| 2023 | Last Twilight                      | Night                    | GMM 25          | Vai phụ   | [ 12 ] [ 13 ]      |
| 2024 | High School Frenemy                | Chatjen                  | GMM 25          | Vai phụ   | [ 14 ]             |
| 2025 | Sweet Tooth, Good Dentist          | Jay                      | GMM 25          | Vai chính | [ 15 ]             |

### Chương trình thực tế
| Năm  | Tên chương trình                             | Đài              | Ghi chú                    | Nguồn                |
| ---- | -------------------------------------------- | ---------------- | -------------------------- | -------------------- |
| 2021 | Arm Share                                    | LINE TV          | Tập 83                     | [ 16 ]               |
| 2023 | School Rangers                               | GMM 25           | Tập 255, 256, 257          | [ 17 ] [ 18 ] [ 19 ] |
| 2023 | SosatSeoulsay                                | YouTube          | Tập 170                    | [ 20 ]               |
| 2023 | E.M.S Earth - Mix Space Season 2             | YouTube          | Tập 4                      | [ 21 ]               |
| 2023 | Arm Share                                    |                  | Tập 122, 132, 136–142      |                      |
| 2023 | OffGun Fun Night Special                     |                  | Tập 10–11                  |                      |
| 2023 | LANEIGE Let It Glow ซีนป่วนก๊วนผิวปัง             | LANEIGE Thailand |                            |                      |
| 2023 | 1 Day with เลย์ไลท์                            |                  | GMMTV                      |                      |
| 2023 | A Free Meal Chance – May Pepsi Treat You?    | Tập 1            | GMMTV                      |                      |
| 2023 | LANEIGE Let It Go ทริปป่วน ก๊วนผิวปัง             |                  | GMMTV                      |                      |
| 2023 | Talk with Toeys                              | GMM 25           | Tập 134                    |                      |
| 2023 | Save 100K – แสบ SAVE แสน                     | GMMTV            |                            |                      |
| 2024 | School Rangers                               | GMM 25           |                            |                      |
| 2024 | LANEIGE Let It Glow ซีนป่วนก๊วนผิวปัง SS2         | LANEIGE Thailand |                            |                      |
| 2024 | Tred Tray Fest with Tay Tawan Special        | GMMTV            | Tập 5–6                    |                      |
| 2024 | Pepsi Friend Feast Guide with Gemini-Fourth  | GMMTV            | Tập 2, 10, 19              |                      |
| 2024 | High Season แคมป์ซ่าฮาทุกฤดู                     | GMMTV            | Tập 2–3                    |                      |
| 2024 | Arm Share                                    | GMMTV            | Tập 152, 155–156, 164, 169 |                      |
| 2024 | Brand's Brain Camp                           | GMMTV            |                            |                      |
| 2024 | LANEIGE Let It Go ทริปป่วน ก๊วนผิวปัง Season 2    | GMMTV            |                            |                      |
| 2024 | High Season แคมป์ซ่าฮาทุกฤดู Season 2 Rainy      | One 31, GMMTV    | Tập 1–2                    |                      |
| 2024 | LANEIGE Let It Glow ซีนป่วนก๊วนผิวปัง Season 3    | LANEIGE Thailand |                            |                      |
| 2024 | หัวท้ายตายก่อน The First and Last Thailand      | Workpoint TV     | Tập 143                    |                      |
| 2024 | แฉ Chae                                      | GMM 25           | 28 October 2024            |                      |
| 2024 | LittleBIGworld with Pond Phuwin              | GMMTV            | Tập 14                     | [ 22 ]               |
| 2024 | 4 ต่อ 4 Celebrity                             | One 31           | Tập 922                    |                      |
| 2024 | มนุษย์ป้าล่าเด็ก Special                          | GMMTV            | Ngày 6 tháng 12 năm 2024   |                      |
| 2025 | ล้น Feed                                      | One 31           |                            |                      |
| 2025 | High Season แคมป์ซ่าฮาทุกฤดู Season 3 Winter     | One 31, GMMTV    | Tập 4–8                    | [ 23 ]               |
| 2025 | The Unexpected Trip ไปไม่หวัง ปังไม่ไหว by Nivea | GMMTV            | Tại Nha Trang, Việt Nam    | [ 24 ]               |
| 2025 | Tred Tray Fest with Tay Tawan                | GMMTV            | Tập 7 đặc biệt             | [ 25 ]               |

## Chuyến lưu diễn
| Năm  | Tên chương trình                                     | Nghệ sĩ                                         | Địa điểm                                | Tham khảo |
| ---- | ---------------------------------------------------- | ----------------------------------------------- | --------------------------------------- | --------- |
| 2023 | MY SCHOOL PRESIDENT PROM NIGHT                       | Dàn diễn viên My School President               | Union Hall, Union Mall                  | [ 26 ]    |
| 2023 | MARK-FORD Fan Meeting ‘SCHOOL BREAK’ in Vietnam 2023 | cùng với Arun Asawasuebsakul (Ford)             | Nhà Hát Quân đội, Thành phố Hồ Chí Minh | [ 27 ]    |
| 2023 | GMMTV Fan Day 4 in Osaka                             | Dàn diễn viên My School President & Joong, Dunk | Dojima River Forum                      | [ 28 ]    |
| 2023 | My School President 1st Fan Meeting in Taipei        | Dàn diễn viên My School President               | Zepp New Taipei                         | [ 29 ]    |
| 2024 | My School President 1st Fan Meeting in Vietnam       | Dàn diễn viên My School President               | Nhà hát Hoà Bình                        |           |

## Thành tựu

### BWF World Junior Championships
Đôi nam
| Năm  | Địa điểm                          | Đồng đội            | Đối thủ                   | Điểm         | Kết quả |
| ---- | --------------------------------- | ------------------- | ------------------------- | ------------ | ------- |
| 2016 | Bilbao Arena, Bilbao, Tây Ban Nha | Natthapat Trinkajee | Han Chengkai Zhou Haodong | 15–21, 12–21 | Đồng    |

### BWF International Challenge/Series
Đôi nam
| Năm  | Giải đấu               | Đồng đội            | Đối thủ                   | Điểm         | Kết quả   |
| ---- | ---------------------- | ------------------- | ------------------------- | ------------ | --------- |
| 2018 | Slovak Open            | Natthapat Trinkajee | Lu Chen Ye Hong-wei       | 18–21, 20–22 | Á quân    |
| 2016 | Bulgaria International | Natthapat Trinkajee | Philip Shishov Alex Vlaar | 21–19, 21–19 | Quán quân |

Đôi hỗn hợp
| Năm  | Giải đấu    | Đồng đội              | Đối thủ                    | Điểm         | Kết quả |
| ---- | ----------- | --------------------- | -------------------------- | ------------ | ------- |
| 2018 | Slovak Open | Supissara Paewsampran | Ye Hong-wei Teng Chun-hsun | 16–21, 16–21 | Á quân  |

     Giải BWF International Challenge
     Giải BWF International Series
     Giải BWF Future Series